# Davy (Virginie-Occidentale)
Pour les articles homonymes, voir Davy.
La ville américaine de Davy est située dans le comté de McDowell, dans l’État de Virginie-Occidentale. Lors du recensement de 2010, elle comptait 420 habitants.

## Histoire
La ville est d'abord nommée Hallsville en l'honneur d'Henry Hall, propriétaire du terrain sur lequel a été fondée la ville. En 1893, la ville prend le nom de Davy en référence à un ruisseau. Une autre ville porte cependant le même nom dans le nord de l'État. En 1893, lorsque cette dernière disparaît, Davy devient le nom officiel de la ville.

## Démographie
Si la population de la ville elle-même a décru depuis les années 1960, l’agglomération compte tout de même 307 763 habitants en 2004.
| Groupe            | Davy | Virginie-Occidentale | États-Unis |
| ----------------- | ---- | -------------------- | ---------- |
| Blancs            | 96,7 | 93,9                 | 72,4       |
| Noirs             | 2,6  | 3,4                  | 12,6       |
| Métis             | 0,5  | 1,5                  | 2,9        |
| Amérindiens       | 0,2  | 0,2                  | 0,9        |
| Autres            | 0    | 1,1                  | 11,0       |
| Total             | 100  | 100                  | 100        |
| Latino-Américains | 0    | 1,2                  | 16,7       |

Selon l'American Community Survey, pour la période 2011-2015, 100 % de la population âgée de plus de 5 ans déclare parler l'anglais à la maison.